# نت لايبراري
نت لايبراري NetLibrary.com ومن الشركات العاملة في هذا المجال المكتبات الرقمية و أحد المزودين بالمحتويات الإلكترونية. حاليا فرع من شركة EBSCO للنشر. في سنة 2002، استحوذت عليها مركز المكتبة الرقمية على الإنترنت، لتبيعها لشركة EBSCO في عام 2010.
توفر المكتبة من خلال موقعها على الوب، كتبا صوتية (محمية بصيغة إم بي 3 وWMA) وكتبا الإلكترونية (للعرض عبر الإنترنت أو محمية بصيغة نسق المستندات المنقولة). زبائنها في المقام الأول مكتبات، يمكن للقائمين عليها بعد تفحص المعروض شراء ما يلزمهم مباشرة عبر الموقع. كما تقدم نت لايبراري مجموعة متنوعة من خدمات القيمة المضافة للناشرين، وتركز أساسا على جلب المحتوى بالصيغة المناسبة للامتثال لحقوق الطبع والنشر وتجهيزها للتوزيع.
وتتبع هذه الشركة نموذجا مختلفا عن نموذج كويستيا. فهي ليست خدمة اشتراك، بل تقوم بناء على طلب المكتبات الجامعية، والتي ترغب في إنشاء مكتبات رقمية، برقمنة مجموعات من الكتب في مواضيع مختلفة، وتقوم هذه المكتبات بشراء هذه الكتب من نت لا يبراري. وحسب نموذج عمل نت لايبراري فإن بإمكانها استضافة الكتب الرقمية على خواديمها. حيث تقوم المكتبات بتحديد سياسات التحقق من الهوية. وكما هي الحال في المكتبات التقليدية فإنه متى ما تمت استعارة كتاب ما فإنه يصبح غير متاح إلا بعد إعادته. وتقوم شركة نت لايبراري بتحويل الكتب الرقمية أو المطبوعة إلى نسق إلكتروني خاص يمكن التعامل له ضمن النظام.
ومن ناحية تتميز نت لايبراري بأنها لا تتخصص في مجال معين بل تقوم برقمنة الكتب المتخصصة في جميع المجالات بما في ذلك علوم الحاسوب والطب والمواضيع الأكاديمية الأخرى، ومع ذلك فإن مجموعتها من الكتب أصغر حجما من مجموعة كويستيا، حيث يبلغ عدد الكتب 40 ألف كتاب. ومن ناحية أخرى فإن الشركة تقوم بإتاحة كافة موادها للمستخدمين من دون رسوم اشتراك. ولكن متى ما أراد الباحث أن يقوم بطباعة أو قص ولصق المحتوى فإن عليه أن يدفع رسوما معينة مقابل ذلك.
ومع أن هذا النظام يساعد الشركة والشركات الناشرة المتعاونة معها على استخلاص أكبر قدر ممكن من العوائد، فإننا نشك في أن الطلبة سيرغبون بالدفع مقابل كل نسخة من المعلومات يودون الحصول عليها. ولهذا فإن نموذج الاشتراك الشهري أو السنوي عملي أكثر بالنسبة للكثير من المستخدمين، والذين يرغبون في دفع سعر ثابت عادة مقابل النفاذ غير المحدود. كما أن نت لايبراري لا تقدم ضمن موقعها بيئة الدراسة المتكاملة التي تقوم كويستيا بتوفيرها للمستخدمين، مما يجعلها أكثر صعوبة عند التعامل معها.
وإضافة إلى علاقاتها الواسعة مع شركات النشر العالمية، فإن عدد زبائن الشركة من المكتبات يبلغ، حسب قولها، أكثر من 5500 مكتبة عامة وجامعية في الولايات المتحدة.